# Süßware

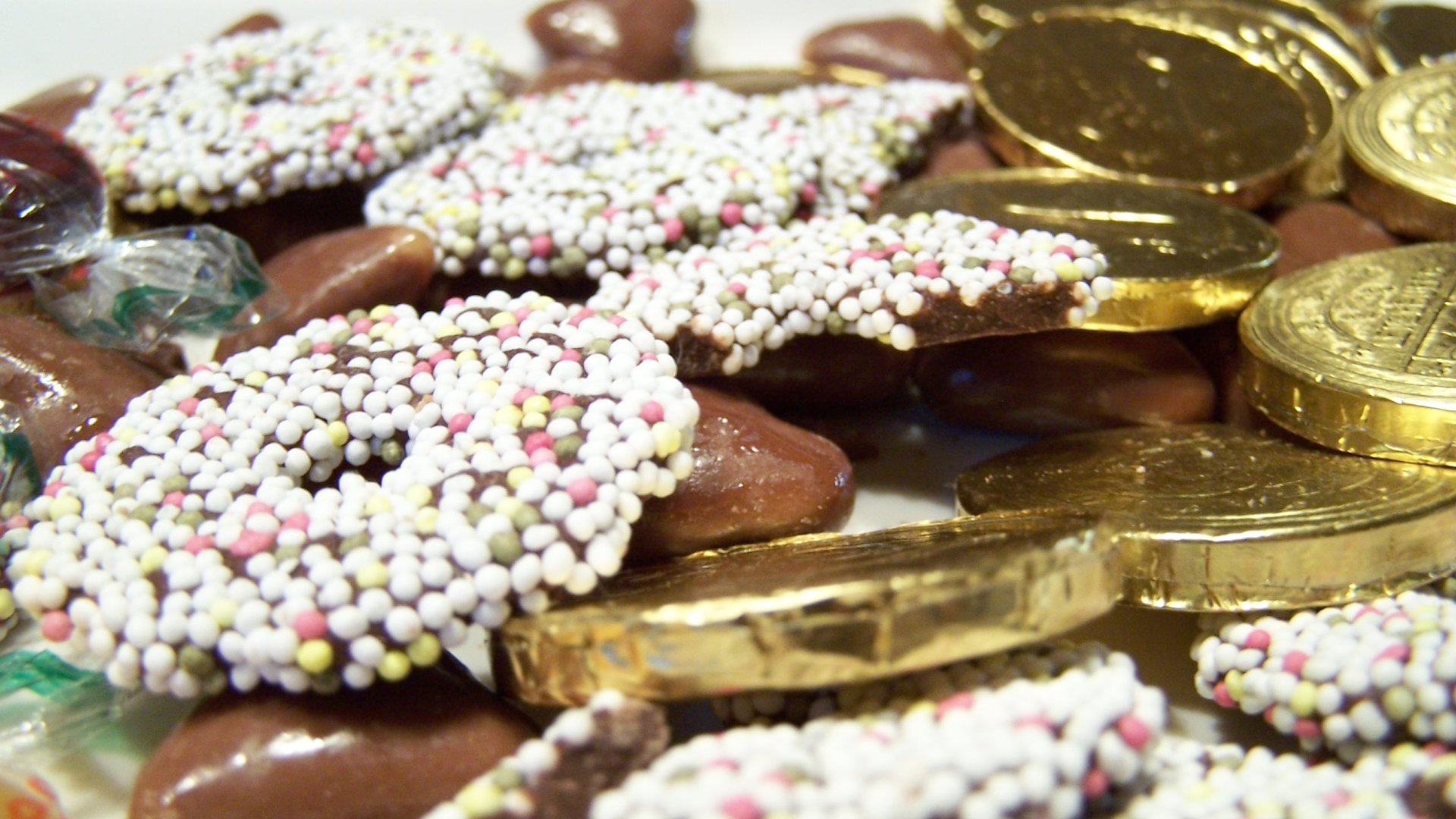
Diverse Süßwaren mit Schokolade

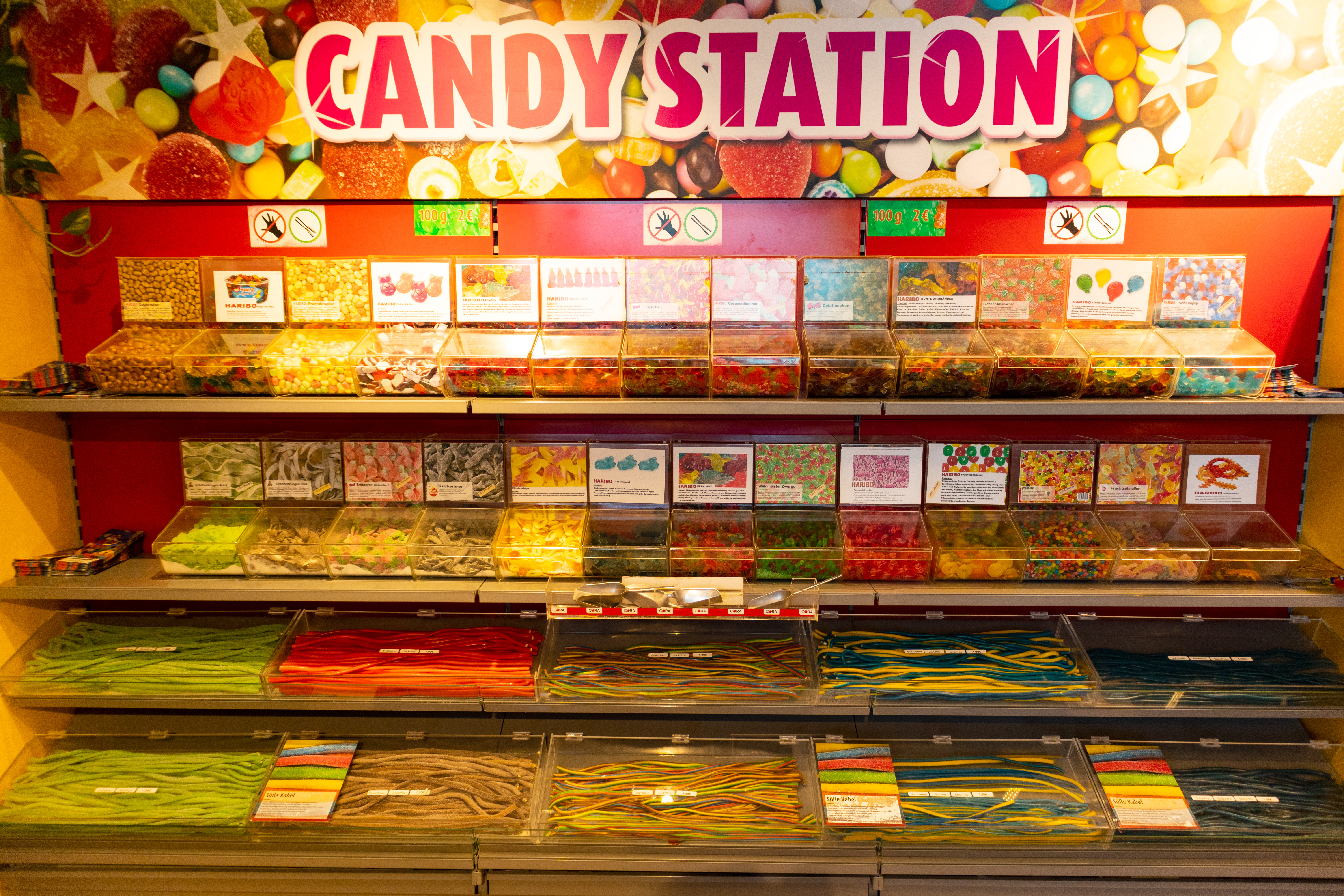
Verkauf von Süßigkeiten

Eine Süßware, auch Süßigkeit, ist ein festes oder halbfestes Lebensmittel, das einen hohen Anteil an Zucker enthält. Sie zählt nicht zu den Grundnahrungsmitteln. Süßwaren werden üblicherweise von Zuckerbäckern hergestellt, Süßspeisen hingegen von Köchen bzw. von einem Pâtissier.
Zu den Süßwaren zählen Zuckerwaren wie Bonbons, Zuckerwatte, Lokum und Halva, Kakaoerzeugnisse wie Schokolade, mit Zucker haltbar gemachte Früchte wie kandierte Früchte, Gummibären und andere Fruchtgummis, viele Dauerbackwaren, auf Nüssen basierende Spezialitäten wie Nougat und Marzipan und nicht zuletzt als gefrorene Süßigkeit das Speiseeis. Honig, Konfitüren, süße Milcherzeugnisse, Limonaden und ähnliche Lebensmittel gehören trotz ihres süßen Geschmacks nicht zu den Süßwaren.
Der Bundesverband der Deutschen Süßwarenindustrie unterteilt Süßwaren in folgende Kategorien, wobei die Mindestanforderungen jedes Produkts vom Lebensmittelrecht geregelt werden:
- Kakao- und Schokoladeware
- Feine Backwaren
- Bonbons und Zuckerwaren
- Knabberartikel
- Markeneis
- Kaugummi
- Rohmassen.[1]

## Geschichte und Verbreitung
Bevor Zucker in der antiken westlichen Welt leicht verfügbar war, basierten Süßwaren auf Honig. Honig wurde im alten China, im alten Indien, im alten Ägypten, im alten Griechenland und im alten Rom verwendet, um Früchte und Blumen zu konservieren oder um Süßspeisen herzustellen. Zwischen dem 6. und 4. Jahrhundert v. Chr. kamen die Perser, gefolgt von den Griechen, in Kontakt mit dem indischen Subkontinent und seinem „Schilf, das ohne Bienen Honig produziert“. Sie übernahmen und verbreiteten den Zucker und Zuckerrohranbau. Das Zuckerrohr ist auf dem tropischen indischen Subkontinent und in Südostasien heimisch.
In der frühen Geschichte der Verwendung von Zucker in Europa war es zunächst der Apotheker, der die wichtigste Rolle bei der Herstellung von Zuckermitteln spielte. Die europäischen Ärzte des Mittelalters lernten die medizinische Verwendung des Stoffes von den Arabern und den byzantinischen Griechen. Ein nahöstliches Heilmittel gegen Rheuma und Fieber waren kleine, gedrehte Stäbchen aus gezogenem Zucker, die auf Arabisch al fänäd oder al pänäd genannt wurden. Diese wurden in England als Alphenics oder allgemeiner als Penidia, Penids, Pennet oder Pan Sugar bekannt. Sie waren die Vorläufer des Gerstenzuckers und der modernen Hustenbonbons. Im Jahr 1390 zahlte der Graf von Derby „zwei Schillinge für zwei Pfund Penydes“.

Bis etwa ins 16. Jahrhundert galten Süßwaren in Europa als Luxusartikel, den sich nur der Adel leisten konnte. 
 Inzwischen haben sie vollständig Einzug in die europäische und amerikanische Esskultur gehalten. In Asien gehören Süßspeisen seit langem zum gewöhnlichen Speisenrepertoire. In Deutschland verzehren Männer im Durchschnitt 55 g Süßwaren täglich, bei den Frauen sind es durchschnittlich 48 g.
2010 wurden in Deutschland 3,7 Mio. Tonnen Süßigkeiten produziert. Das Werbebudget betrug 790 Mio. Euro bei einem Umsatz von 12 Mrd. Euro.
Bestimmte Süßwaren werden als typische „Quengelware“ häufig auch im Kassenbereich des Einzelhandels platziert, wo das Quengeln von Kindern spontane Kaufentscheidungen der Eltern auslösen kann. Die Quengelware steht besonders wegen der zunehmenden Anzahl an übergewichtigen Kindern in der Diskussion. Einzelne Supermärkte haben ausgewiesene „süßwarenfreie Kassen“ eingeführt.
Süßwaren, die an Festen wie Karneval ins Publikum geworfen werden, wie Fruchtkaramellen nennt man in vielen Regionen Deutschlands Kamellen. In der Schweiz heißen die Bonbons, die an Hochzeiten geworfen werden, Feuersteine.

## Inhaltsstoffe
Süßwaren bestehen zum größten Teil aus Zucker (Kohlenhydrate), u. U. Fetten und Aroma- sowie Farbstoffen.
- Der Zucker kann aus Monosacchariden (wie zum Beispiel der Glucose, d. h. Traubenzucker) oder aus Disacchariden (wie dem üblichen Kristallzucker) stammen. Verstärkt wird Glukosesirup neben dem Zucker als Ausgangsbasis speziell für klebrige Süßwaren wie Schaumküsse verwendet.
- Die Verwendung von Fructose als eine Alternative zum „Haushaltszucker“ (Kristallzucker) speziell für Diabetiker wird in den gesundheitlichen Wirkungen unterschiedlich bewertet.
- Als Ersatz für den Zucker werden auch Süßstoffe eingesetzt; diese haben einen geringeren Energiegehalt.

### Folgen des hohen Zuckergehaltes
Aufgrund ihres hohen Zuckergehaltes können Süßwaren mitverantwortlich für Übergewicht sein. Er gefährdet auch die Zahngesundheit durch die Förderung der Entstehung von Karies.
Im Jahr 1983 empfahl die Weltgesundheitsorganisation (WHO), den Konsum von nicht kariogenen Süßwaren zu fördern. Sogenannte zahnfreundliche Süßigkeiten enthalten keine zahnschädigende Substanzen wie Säuren oder Zucker, sondern Zuckerersatz- oder Zuckeraustauschstoffe und Süßstoffe, die bei übermäßigem Verzehr abführend wirken können.

## Die 10 umsatzstärksten Süßwarenhersteller in Deutschland
| Rang | Unternehmen                     | Land               | Umsatz 2011 in Mio. Euro | Marken |
| ---- | ------------------------------- | ------------------ | ------------------------ | --- |
| 1    | Ferrero                         | Italien            | 1740*                    | duplo, Ferrero Küsschen, Ferrero Rocher, Giotto, hanuta, Kinder-Schokolade, Kinder Überraschung, Kinder Maxi King, Kinder Pinguí, Kinder Happy Hippo, Milch-Schnitte, Mon Chéri, Raffaello, Tic Tac, Yogurette, Pocket Coffee |
| 2    | Mars Incorporated (mit Wrigley) | Vereinigte Staaten | 864                      | Balisto, Bounty, Celebrations, Malteser, Mars, Milky Way, M&M’s, Snickers, Twix, 5 Gum, Airwaves, Big Red, Hubba Bubba, Juicy Fruit, Orbit, Skittles                                                                          |
| 3    | August Storck                   | Deutschland        | 730*                     | Bendick’s, Campino, Dickmann’s, Euka, Knoppers, Lachgummi, Merci, Mamba, nimm2, Rachengold, Riesen, Toffifee, Werther’s Original, Moser-Roth sowie weitere Handelsmarken                                                      |
| 4    | Intersnack                      | Deutschland        | 600*                     | Chio, funny-frisch (Chipsfrisch, Kessel-Chips, Riffles etc.), goldfischli, Pom-Bär, Soletti, sowie Handelsmarken |
| 5    | Haribo                          | Deutschland        | 580*                     | Haribo, Maoam |
| 6    | Kraft Foods/Mondelēz            | Vereinigte Staaten | 509                      | BelVita, Cadbury, Carambar, Chocolat Tobler, Côte d’Or, Daim, Lu, Marabou, Milka, Mirabell, Oreo, Ritz Crackers, Stimorol, Toblerone, Trident, Wunderbar                                                                      |
| 7    | Lambertz-Gruppe                 | Deutschland        | 431*                     | Haeberlein, Kinkartz, Lambertz, Metzger, Weiss und Handelsmarken |
| 8    | Baronie                         | Belgien            | 420*                     | Alpia, Alprose, Eszet, Sarotti, Stollwerck, Sprengel und Handelsmarken |
| 9    | Lindt & Sprüngli                | Schweiz            | 351*                     | Lindt |
| 10   | Nestlé                          | Schweiz            | 324                      | After Eight, Caramac, Choclait Chips, Choco Crossies, Chunky, Kitkat, Lion, Nuts, Rolo, Smarties, Yes Torty |

* geschätzte Daten